# Emanuele Pancaldo
Emanuele Pancaldo (Santa Lucia del Mela, 5 aprile 1800 – Messina, 31 gennaio 1893) è stato un politico italiano.
Carbonaro mazziniano e antiborbonico fin dal 1821, s'iscrive alla Giovine Italia.
Dopo aver partecipato alle rivolte del 1848 è costretto all'esilio ma ritorna nel 1859 auspicando un intervento di Garibaldi in Sicilia. Arrestato nel 1860 è liberato, nello stesso anno, da Garibaldi che lo nomina governatore della Provincia di Messina.
Noto per essere stato un agitatore durante il periodo borbonico, in seguito all'Unità d'Italia è il massimo esponente dei democratici repubblicani in netta opposizione alla corrente liberale di Giuseppe La Farina e Giuseppe Natoli.
Grande sostenitore di Giuseppe Mazzini, ne promuoverà più volte l'elezione al parlamento (Mazzini verrà eletto per ben tre volte alla Camera nel collegio di Messina ma due volte l'elezione sarà annullata e la terza volta rifiuterà per non dover giurare sullo Statuto Albertino). 
Nel 1870 si ritirò a vita privata. Fu di formazione medica.
Tommaso Cannizzaro, che fu suo allievo, esaltò in diverse sue liriche la figura di Emanuele Pancaldo. 